# 蜀身毒道
蜀身毒道，是古代中國的對印度（身毒）交通線之一，也被称作西南丝绸之路，起点为四川成都，经“灵关道”、“朱提道”、“夜郎道”三路，进入云南，在楚雄汇合，并入“博南古道”，跨过澜沧江，再经“永昌道”、“腾冲道”，在德宏进入缅甸、印度。
漢武帝元狩元年（前122年），張騫出使西域歸來，言使大夏時，見蜀布、邛竹杖，問所從來，曰從東南身毒國，可數千里，得蜀賈人市。或聞邛西可二千里，有身毒國。（《漢書·西南夷傳》）。前124年，汉武帝派張騫自蜀至夜郎（貴州遵義府桐梓縣東），謀通身毒，但為昆明夷所阻，不能通，因昆明夷欲壟斷中印商務。前109年，汉武帝發動巴蜀兵，前往鎮壓，雖斬首數十萬，亦未能通。至东汉永平十二年（69年），中國軍政勢力始達滇西邊隅，設置永昌郡，辖叶榆、不韦、比苏、云南、 嶲唐、哀牢、博南、邪龙八县，乃得與緬甸印度直接交往。